# Mohammad Fazlhashemi
Seyyed Mohammad Fazlhashemi (persiska: سید محمد فضل هاشمی), född 21 oktober 1961 i Teheran, Kejsardömet Iran, är en iransk-svensk idéhistoriker och professor i islamisk teologi och filosofi vid Uppsala universitet. Fram till 2013 var han verksam som professor i idéhistoria vid Umeå universitet. Fazlhashemi är författare till en rad böcker om persisk och muslimsk idéhistoria, muslimsk politisk idétradition och teologiska debatter bland muslimska tänkare kring politiska föreställningar.

## Biografi
Mohammad Fazlhashemi flyttade till Sverige och Umeå för studier 1977.
Fazlhashemi  läste idéhistoria och doktorerade vid Umeå universitet 1994 med Förändring och kontinuitet: Al-Ghazâlîs politiska omsvängning. Fazlhashemi har därefter främst gjort jämförande studier av Irans och Europas föreställningar om varandra i historien och samtiden, han har också studerat synen på muslimer och muslimska länder i väst samt konstruktionen av bilden av Europa/väst bland muslimska tänkare. Han har även forskat inom ämnet islamisk modernitet och muslimskt nytänkande.
Fazlhashemi har också forskat om synen på förhållandet mellan stat och religion inom (tolvimamitisk) shi‘aislam och den shi‘itiska politiska idétraditionens framväxt. I boken Tro eller förnuft i politisk islam (2011) undersöker han om den politiska idétraditionen inom shi'a har varit en oförändrad metahistorisk diskurs som har präglat allt politiskt tänkande under shi‘as 1400-åriga historia eller om den skall ses som en produkt av den historiska utvecklingen. En central fråga i hans studie är på vilket sätt de shi‘itiska rättslärdas syn på politiken har utformats och förändrats genom deras interaktion med de faktiska sociala och politiska förhållandena i de shi‘adominerade regionerna i framför allt Mellanöstern. 
Vid Umeå universitet har Fazlhashemi även gjort sig bemärkt som mångfaldsansvarig vid universitetet, och på rektors initiativ arbetade han i den egenskapen fram en ny rekryteringspolicy och deltog ofta i debatter i integrationsfrågor. Under perioden mellan 2003 och 2010 var han ordförande i likabehandlingsrådet vid Umeå universitet. År 2009 tilldelades han Umeå universitets nyinrättade pris, Baltics samverkanspris med populärvetenskaplig inriktning.
År 2012 slutade Mohammad Fazlhashemi sin tjänst som professor i idéhistoria vid Umeå universitet och tillträdde som professor i islamisk teologi och filosofi vid teologiska institutionen vid Uppsala universitet.
Mohammad Fazlhashemi har haft, och har, flera offentliga uppdrag; han var under perioden 2009–2013 ledamot i styrelsen för Svenska institutet i Alexandria och 2012 förordnades han av regeringen som ledamot i Migrationsverkets etiska råd.
Förutom akademiska texter har Mohammad Fazlhashemi publicerat populärvetenskapliga böcker. De mest kända är storsäljaren Vems islam: De kontrastrika muslimerna (2008) och Den arabiska våren. Folkets uppror i Mellanöstern och Nordafrika (2013), där han undersöker bakgrunden till medborgarupproren i Mellanöstern och Nordafrika.
Fazlhashemi debuterade som sommarvärd i Sveriges Radio P1 den 20 juni 2006.
Den 3 maj 2019 tilldelades Fazlhashemi Karin Gierows pris av Svenska Akademien för hängiven bildningsverksamhet.

## Utmärkelser och ledamotskap
- H.M. Konungens medalj i guld av 8:e storleken i Serafimerordens band (Kon:sGM8mserafb, 2018) för förtjänstfulla insatser som islamolog, särskilt inom islamisk teologi och filosofi[10]
- Ledamot av Kungliga Vitterhetsakademien (LHA, 2011)[11]

## Verk i urval
- Förändring och kontinuitet, Al-Ghazâlîs politiska omsvängning, Umeå 1994.
- Kvinnor som ett hot mot den politiska stabiliteten, Kulturella perspektiv 1988:3, Umeå 1997.
- Muslimsk exil och den europeiska medborgarskapsdiskursen, iranska intellektuella i London och Paris 1850-1908, Medborgarskap, Reflektioner kring ett problematiskt europeiskt begrepp, red. Fazlhashemi, Mohammad & Fruitman, Stephen, Stockholm 1997.
- Monolog över kulturmöten – två västerländska kvinnors reseskildringar om Orienten, Reseberättelser – Idéhistoriska resor i sociala och geografiska rum, red. Eskilsson, Lena & Fazlhashemi, Mohammad, Stockholm 2001.
- Att civilisera ett röfvarland. Den svenska pressens syn på svenska officerare i Persien 1911-1915, Presshistorisk årsbok, Stockholm 1998.
- Turkey: Iran's Window on Europe, Boundaries of Europe?, FRN rapport nr 98:6, Stockholm, 1998.
- Exemplets makt, Föreställningar om Europa/Väst i Iran 1850-1980, Stockholm 1999.
- Vidgade vyer, Globalt perspektiv på idéhistoria, red. Fazlhashemi, Öckerman & Ambjörnsson, Lund 2000.
- Officerare och ingenjörer i civilisationens tjänst, Lychnos, Årsbok för idé- och lärdomshistoria, 2001.
- Svenska muslimer och mötet med sufismen, Sverige och den islamiska världen  ett svenskt kulturarv, red. Ådahl, Karin, Unge Sörling, Suzanne och Wessel, Viveca, Stockholm 2002.
- Islamisk demokrati eller muslimernas demokrati? Tankar om mänskliga rättigheter och globalisering bland muslimska intellektuella, Mänskliga rättigheter  från forskningens frontlinjer, red. Diana Amnéus & Göran Gunner. Stockholm 2003.
- Occidentalism: idéer om väst och modernitet bland muslimska tänkare, Lund 2005.
- Muslimsk feminism, Från Sapfo till cyborg. Idéer om kön och sexualitet i historien, (red.) Lennerhed, Lena, Stockholm 2006.
- Vems islam. De kontrastrika muslimerna, Stockholm, 2008, 2009, 2010 (Pocketupplaga), 2012 och 2014.
- Omodernt : människor och tankar i förmodern tid, (red.) Mohammad Fazlhashemi & Eva Österberg, Lund, 2009.
- Tro eller förnuft i politisk islam, Stockholm, 2011.
- Den arabiska våren. Folkets uppror i Mellanöstern och Nordafrika, Lund 2013, 2014 (Pocketupplaga).
- Islams dynamiska mellantid. Muslimsk idéhistoria mellan guldåldern och framväxten av politisk islam, Stockholm 2016.
- Visdomens hus. Muslimska idévärldar 600 – 2000, Stockholm 2017. (Tillsammans med Ronny Ambjörnsson)
- Systematiska studier av kristen och muslimsk tro - en introduktion, (red.) Mohammad Fazlhashemi & Mattias Martinson, Malmö 2021.
- Shiʿite Salafism?, Palgrave Series in Islamic Theology, Law, and History, Cham: Palgrave Macmillan, 2022.
- Iran mellan tre revolutioner: Förebilder och motbilder, Historiska Media 2024,

ISBN 978-91-8050-423-2